# Phyllonorycter graecus
Phyllonorycter graecus is een vlinder uit de familie mineermotten (Gracillariidae). De wetenschappelijke naam is voor het eerst geldig gepubliceerd in 2007 door A. & Z. Lastuvka.
De soort komt voor in Europa.